# Els Visser
Els Visser (Haren, 3 april 1990) is een Nederlands triatlete.

## Biografie
Visser heeft geneeskunde gestudeerd aan de Universiteit Utrecht en is in 2019 gepromoveerd in de chirurgie. In haar studententijd woonde Visser in Utrecht en sloot ze zich aan bij de Utrechtse Vrouwelijke Studenten Vereeniging. Na haar afstuderen werd ze fanatieker in de sport en sloot ze zich aan bij atletiekvereniging Hellas. In 2016 deed ze haar eerste sprint-triatlon (⅛ triatlon) en een jaar later deed ze voor het eerst mee aan de Ironman in Zürich. Als amateur finishte ze als vierde tussen de professionals. Deze prestatie deed Visser besluiten haar toekomst als chirurg te verruilen voor die van professioneel triatlete.
In 2018 werd Visser Nederlands Kampioen op de Ironman Maastricht-Limburg. Tijdens de wedstrijd miste Visser bij het zwemonderdeel een boei na een verkeerde aanwijzing van de organisatie en werd zij zes weken na de wedstrijddag gediskwalificeerd. Acht maanden na de race bepaalde de Rechtbank Midden-Nederland echter dat de diskwalificatie onterecht was en kreeg Visser haar titel terug.
Op de wereldkampioenschappen Ironman in Hawaï in 2019, voor Visser haar eerste WK, werd ze 16de.
Visser woont in Utrecht en heeft zomerkamp in Sankt Moritz en winterkamp in Brisbane.

## Schipbreuk
In 2014 overleefde Visser een schipbreuk in Indonesië. Tijdens een backpack-vakantie maakte ze een boottocht van het Indonesische eiland Lombok naar het eiland Komodo, een reis van vier dagen. In de nacht van 16 op 17 augustus 2014 liep de boot na motorpech op een rif en begon hij langzaam te zinken. Samen met een Nieuw-Zeelandse vrouw besloot Visser niet op het schip te blijven, maar naar het vulkanische eiland Sangeang te zwemmen. Na acht uur bereikten ze samen het eiland, waarna ze een nacht op het eiland moesten doorbrengen. Een dag later werden ze gered door een passerend schip. Van de in totaal 25 opvarenden kwamen er twee om het leven; de andere 23 werden gered.

## Titels
- Nederlands kampioene triatlon op de lange afstand – 2018
- Nederlands kampioene triatlon op de lange afstand – 2023
- Europees kampioene triatlon op de lange afstand – 2023

## Palmares
Triatlon
- 2016:  Sprint Ouderkerkplas
- 2017:  Heerenveen
- 2017:  TriAmsterdam
- 2017:  Oud Gastel
- 2017: 4e Ironman Zürich (Zwitserland),  bij vrouwen t/m 25 jaar
- 2017: 9e NK Amsterdam-West
- 2017:  Hervey Bay (Australië)
- 2018:  Moreton Bay (Australië)
- 2018:  NK Nieuwkoop
- 2018:  5150 Zürich (Zwitserland)
- 2018:  NK Ironman Maastricht
- 2018:  Challenge Almere
- 2018:  Challenge Lake Phuket (Thailand)
- 2019:  Hell of The West (Australië)
- 2019:  70.3 IM Taiwan (Taiwan)
- 2019:  Challenge Heilbronn (Duitsland)
- 2019:  Allgäu Immenstadt (Duitsland)
- 2019:  70.3 IM Zell am See (Oostenrijk)
- 2019: 16e WK Ironman Hawaii (Verenigde Staten)
- 2022:  Ironman Lanzarote
- 2022:  Ironman Western Australia
- 2023:  Challenge Wanaka, New Zealand
- 2023:  Ironman New Zealand
- 2023:  Triathlon van Nieuwkoop
- 2023:  Triatlon van Almere

## Boek
Visser kwam in 2021 maar haar debuutboek Geen zee te hoog : Hoe ik een schipbreuk overleefde en de beste triatlete van Nederland werd (ISBN 9789402315851). Ze verweeft haar ervaringen na de schipbreuk met die als sporter en moedigt mensen aan om op hen kunnen te vertrouwen.

### Bestseller 60
| Boeken met noteringen in de Nederlandse Bestseller 60 | Jaar van verschijnen | Datum van binnenkomst | Hoogste positie | Aantal weken | Opmerkingen |
| ----------------------------------------------------- | -------------------- | --------------------- | --------------- | ------------ | ----------- |
| Geen zee te hoog                                      | 2021                 | 13-01-2021            | 23              | 3            |             |